# Air Kiribati
A Air Kiribati é uma companhia aérea de Kiribati, sendo a maior do país.

## Frota
- 1 DeHavilland Canada DHC-8-100
- 1 Embraer 190 E2